# 河東獅吼
河東獅吼是一個成語，形容妻子 十分兇猛。語出蘇軾《寄吳德仁兼簡陳季常詩》。

## 典故

### 北宋蘇軾《寄吳德仁兼簡陳季常詩》
東坡先生無一錢，十年家火燒凡鉛。黃金可成河可塞，只有霜鬢無由玄。
龍丘居士亦可憐，談空說有夜不眠。忽聞河東獅子吼，拄杖落手心茫然。

誰似濮陽公子賢，飲酒食肉自得仙。……

### 南宋 洪邁《容齋三筆卷三 陈季常》
陳慥字季常，公弼之子，居於黃州之岐亭，自稱「龍丘先生」，又曰「方山子」。
好賓客，喜畜聲妓，然其妻柳氏絕凶妒，故東坡有詩云：「龍丘居士亦可憐，談空說有夜不眠。忽聞河東獅子吼，拄杖落手心茫然。」河東獅子，指柳氏也。
坡又嘗醉中與季常書云：「一絕乞秀英君。」想是其妾小字。
黃魯直元祐中有與季常簡曰：「審柳夫人時須醫藥，今已安平否？公暮年來想漸求清凈之樂，姬媵無新進矣，柳夫人比何所念以致疾邪？」又一帖云：「承諭老境情味，法當如此，所苦既不妨遊觀山川，自可損藥石，調護起居飲食而已。河東夫人亦能哀憐老大，一任放不解事邪？」

則柳氏之妒名，固彰著於外，是以二公皆言之云。

### 淸 梁章鉅《浪跡續談 卷六 陳季常》
南戲有《跪池》一齣，北戲更演為變羊一事，尤為誕妄絕倫，但其事亦有所本，而皆以為陳季常，則不可不辨耳。《藝文類聚》載，京邑士人婦大妒，常以長繩系夫足，喚便牽繩，士密與巫嫗謀，因婦睡，士以繩系羊，緣牆走避，婦覺牽繩而羊至，大驚，召問巫，巫曰：「先人怪娘積惡，故郎君變羊，能悔，可祈請。」婦因抱羊痛哭悔誓，巫乃令七日齋，舉家大小，悉詣神前禱祝，士徐徐還婦見，泣曰：「多日作羊，不辛苦耶？」士曰：「猶憶啖草不美。」婦愈悲哀，後略復妒，士即伏地作羊鳴，婦驚起，永謝不敢。
按此事與陳季常無涉，而陳季常之懼內，則自古著名。
季常名慥，與東坡交好，坡詩有「龍邱居士亦可憐，談空說有夜不眠。忽聞河東獅子吼，拄杖落手心茫然」。
次公注云：「龍邱居士，指言陳季常也。季常妻柳氏，最悍妒，每季常設客，有聲妓，柳氏則以杖擊照壁大呼，客至為散去，故因詩戲之。」
又《容齋三筆》云：「黃魯直有與陳季常簡云：公暮年來，想漸求清淨之方，姬媵無新進矣，柳夫人比何所念以致疾耶？又一帖雲：示諭老境情味，法當如是，河東夫人亦能哀憐老大，一任放不解事耶？」
則柳氏之妒名，固已彰著於外，故蘇、黃亦不妨質實言之耳。

《在閣知新錄》云：「世以妒婦比獅子」，而《續文獻》稱獅子日食醋、酪各一瓶，吃醋之說，殆本此。

## 解析
蘇軾在《寄吳德仁兼簡陳季常詩》中，以玩笑口吻，描述好友陳季常，雖擅長佛法，但一聽到妻子柳月娥如獅子般的吼叫，便會嚇得茫然不知所措，連柺杖都拿不穩掉到地上。河东柳氏是柳氏最为知名的郡望，故以河东狮为陈季常妻子柳月娥的代称。
而在後世所著《容齋三筆》中，才更進一步的引用各家之言，對陳季常之妻柳月娥有更清楚的描述：「陳季常喜好宴請賓客和歌妓，然而其妻非常兇妒，因此，蘇東坡有一詩中提到龍丘居士與河東獅吼」、「黃庭堅在元祐年間曾寫信給陳季常，信中說道，季常你晚年已經沒有再新進妻妾了，夫人還有什麼好擔憂的而導致生病呢？」
又再更後世的清代，才提到某位「次公」評斷，陳季常之妻柳氏「最悍妒，每季常設客，有聲妓，柳氏則以杖擊照壁大呼，客至為散去，故因詩戲之。」
在蘇軾詩中，原為「（龍丘居士）拄杖落手心茫然」；而到了淸代之《浪跡叢談》，則演變為「季常妻柳氏，最悍妒，每季常設客，有聲妓，柳氏則以杖擊照壁大呼，客至為散去，故因詩戲之。」

## 影视节目
- 河東獅吼，1996年TVB以该成语典故为题材的贺岁剧。主演：廖伟雄、关咏荷、林家棟、黃𨥈瑩。
- 我家有一隻河東獅，2002年香港電影。主演：古天乐、张柏芝。
- 我愛河東獅（又名惡妻在身邊），2005年台灣中國電視公司八點檔連續劇，主演：焦恩俊、陳好、丁子俊。
- 東坡家事，2015年TVB電視劇，亦曾提及《寄吳德仁兼陳季常詩》一詩。